# Binbaşi Eminbey
Binbasi Eminbey met zijn oude benaming Cilvana is een van de 49 dorpen in het district Posof in het oosten van Turkije.
Binbasi Eminbey Cilvana ligt tegen een heuvel.

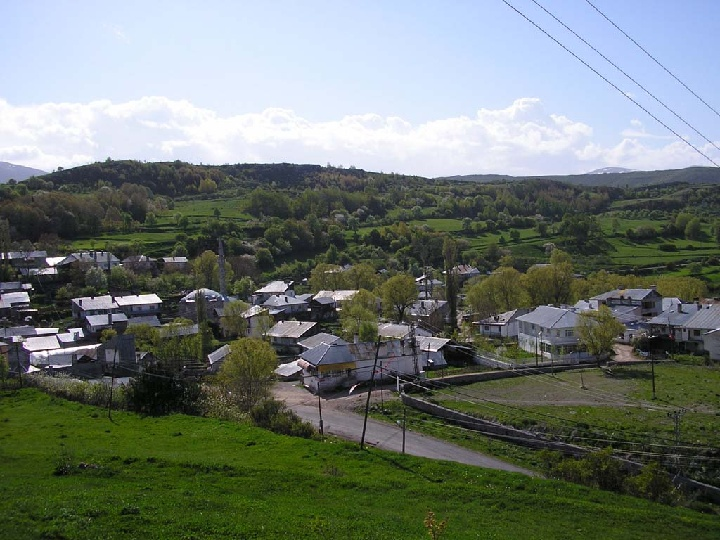
Binbasi Eminbey Cilvana GT
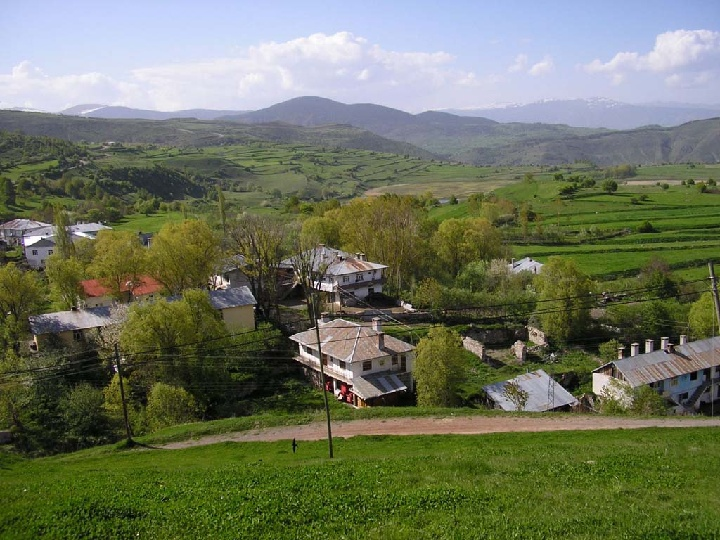
Binbasi Eminbey Cilvana GT
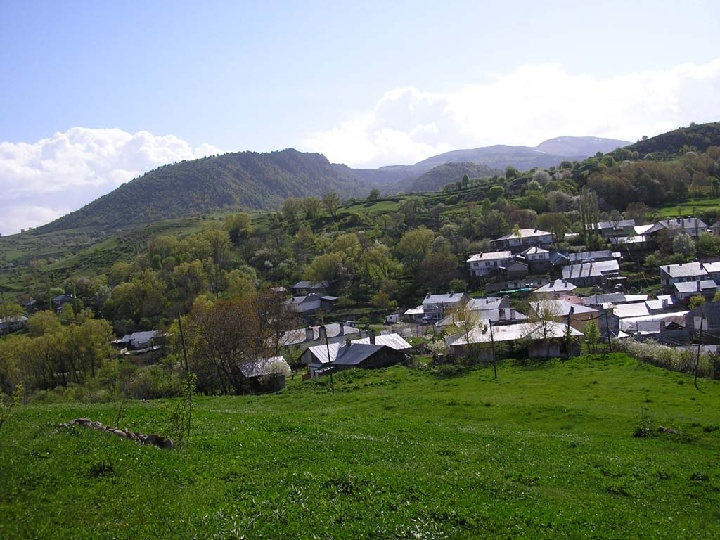
De omgeving van Binbasi Eminbey